# Pritschenwagen (Automobil)

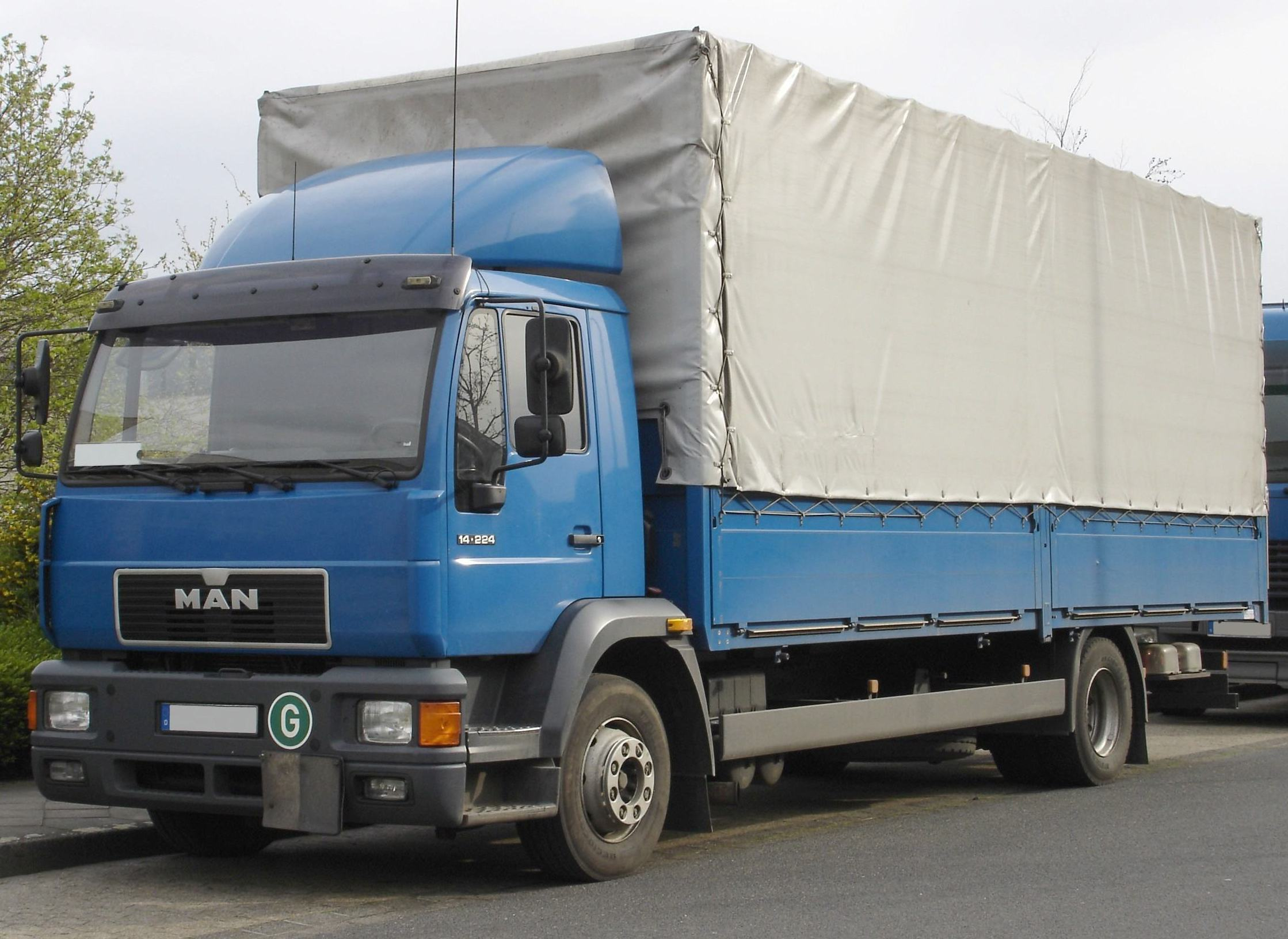
Mittelschwerer Pritschenwagen (14 t), mit Hamburger Verdeck

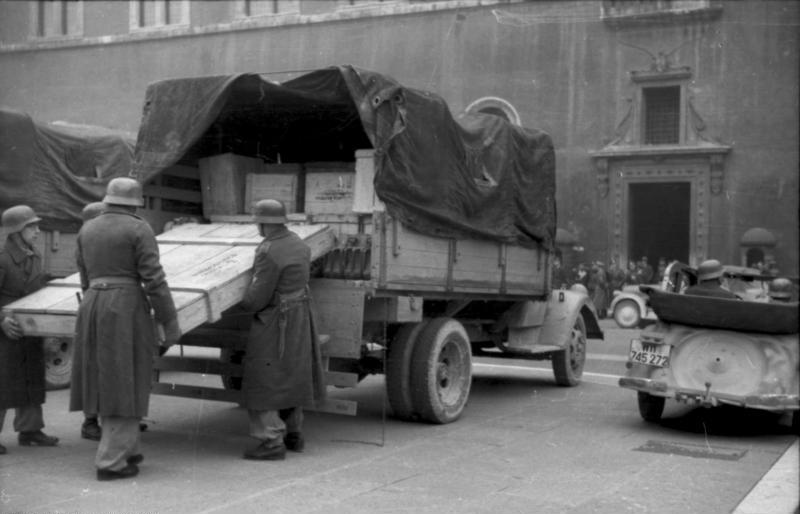
Beladen eines Pritschen-Lkw mit Stückgut

Der Pritschenwagen ist eine Karosseriebauform beziehungsweise Lkw-Aufbauart bei Nutzfahrzeugen mit einer festen, je nach Einsatzzweck auch nach einer, zwei oder drei Seiten kippbaren,  nach oben offenen Ladefläche. Durch eine Trennwand sind der Fahrzeugführer und eventuelle Passagiere vor dem Transportgut auf der Ladefläche geschützt.
Als Synonym für Pritschenwagen wird häufig auch der Begriff Pritschenaufbau verwendet. In einem engeren Sinn bezieht sich Pritschenaufbau eher auf Fahrzeuge mit separatem Fahrgestell beziehungsweise den Fahrzeug-Aufbau an sich, Pritschenwagen eher auf das Fahrzeug als Ganzes.
Pritschenwagen (mit Fläche und Bordwand) sind eine der ältesten und ursprünglich einfachsten Bauformen im Fahrzeugbau; ihre Ursprünge lassen sich durchgängig bis zum Kutschen- und Fuhrwerksbau sowie letztlich weiter bis zur Eisenzeit mit den ersten von Tieren gezogenen Wagen zurückverfolgen. Basis für heutige Pritschenwagen mit eigenem Motor können sowohl Personenkraftwagen als auch Kleintransporter und die Fahrgestelle von Lastkraftwagen (Lkw) aller Größenklassen sein, aber auch dreirädrige oder vierrädrige Leichtmobile.
Die offene Ladefläche erleichtert das Be- und Entladen, und die ebene Ladefläche erleichtert das Transportieren von sperrigem Stückgut. Typischerweise haben Pritschenfahrzeuge als Zubehör einen einfachen Rahmen mit Plane, um dem Transportgut und dessen eventueller Verpackung Schutz vor der Witterung zu bieten (vergl. den Planwagen bei Fuhrwerken). Sie bietet aber kaum  Diebstahlschutz, daher verwendet man anstelle des Planenwagens oft auch den Kastenwagen mit festem gedeckten Aufbau.

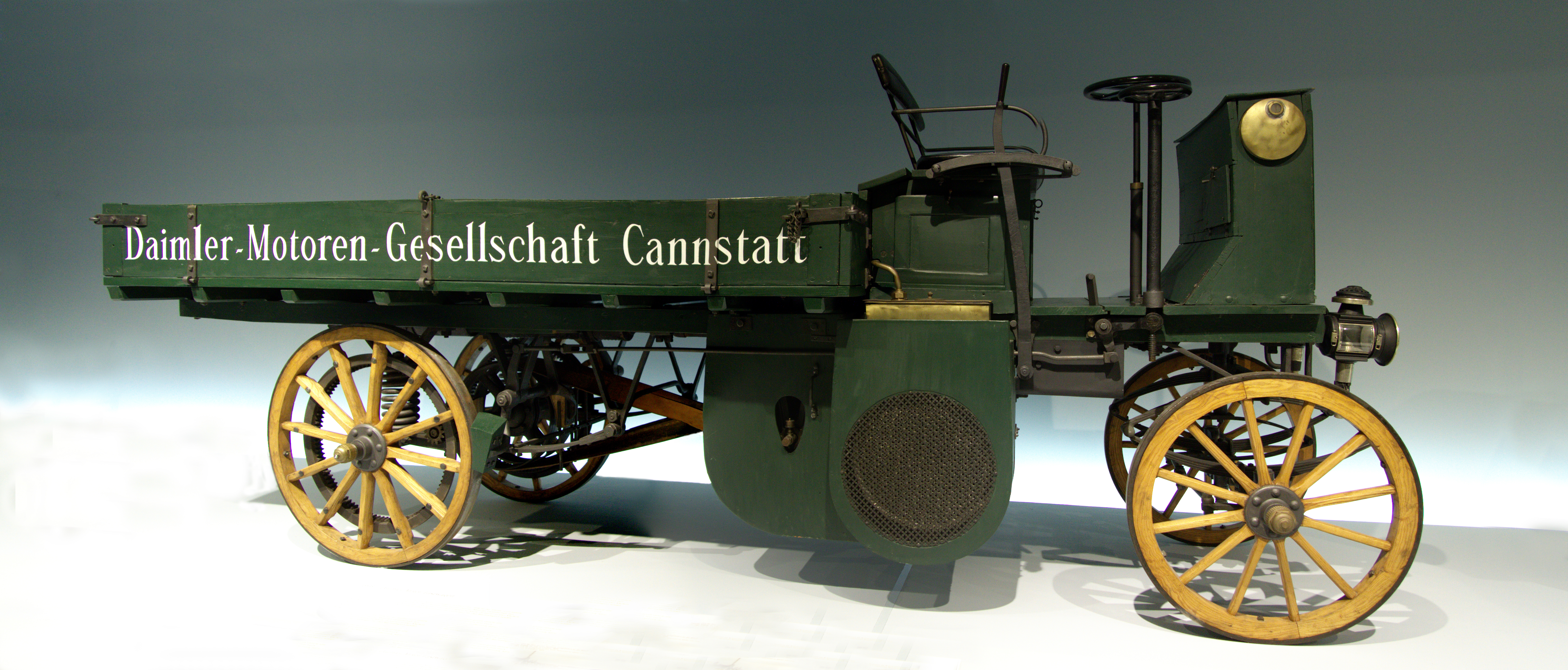
Der Daimler Motor-Lastwagen (1896), nach verbreiteter Ansicht der erste Lastkraftwagen der Welt, war ein Pritschenwagen

## Abgrenzung zu anderen Nutzfahrzeugkarosserien und -aufbauten

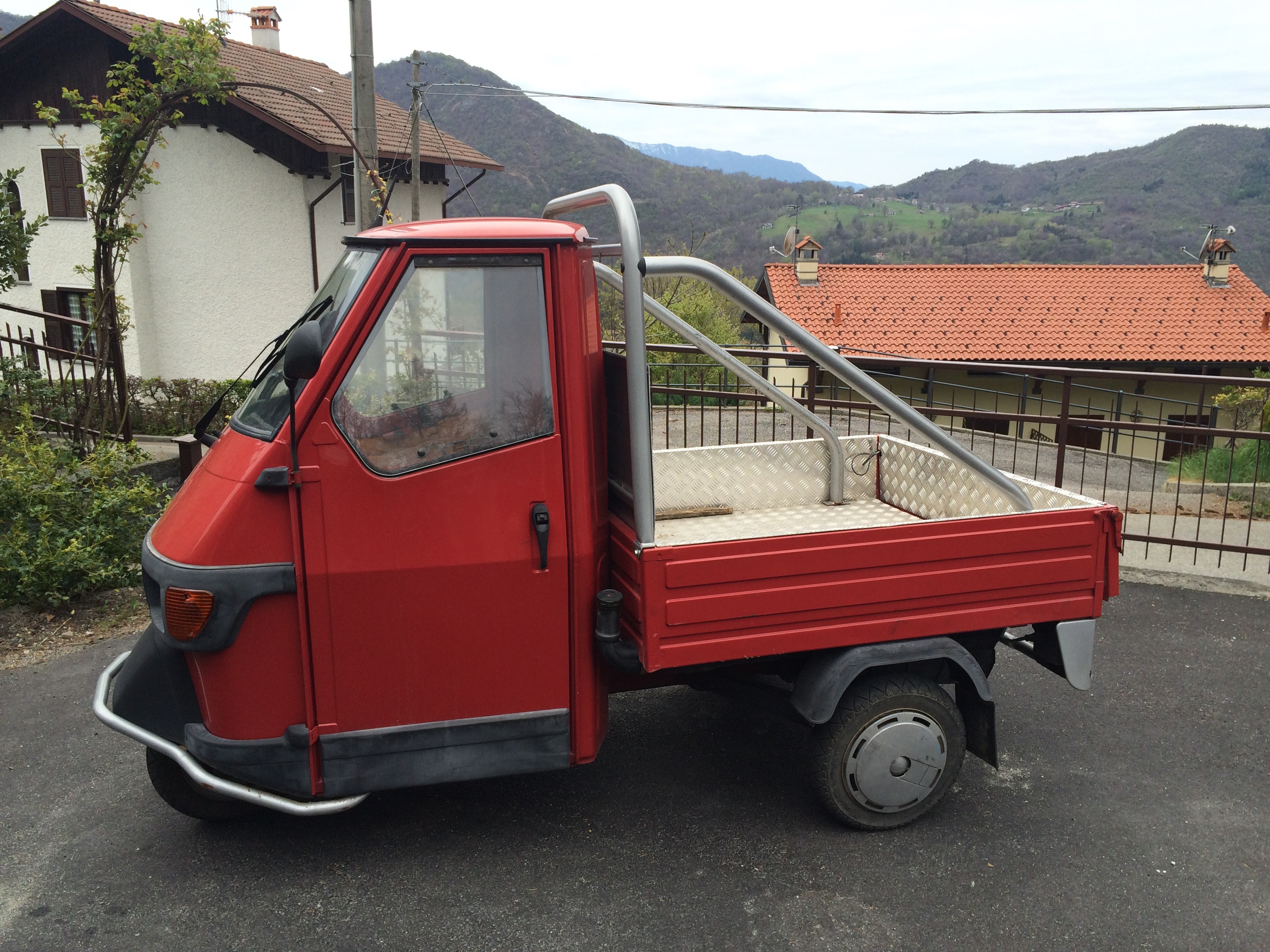
Kleintransporter Ape von Piaggio als Pritschenwagen

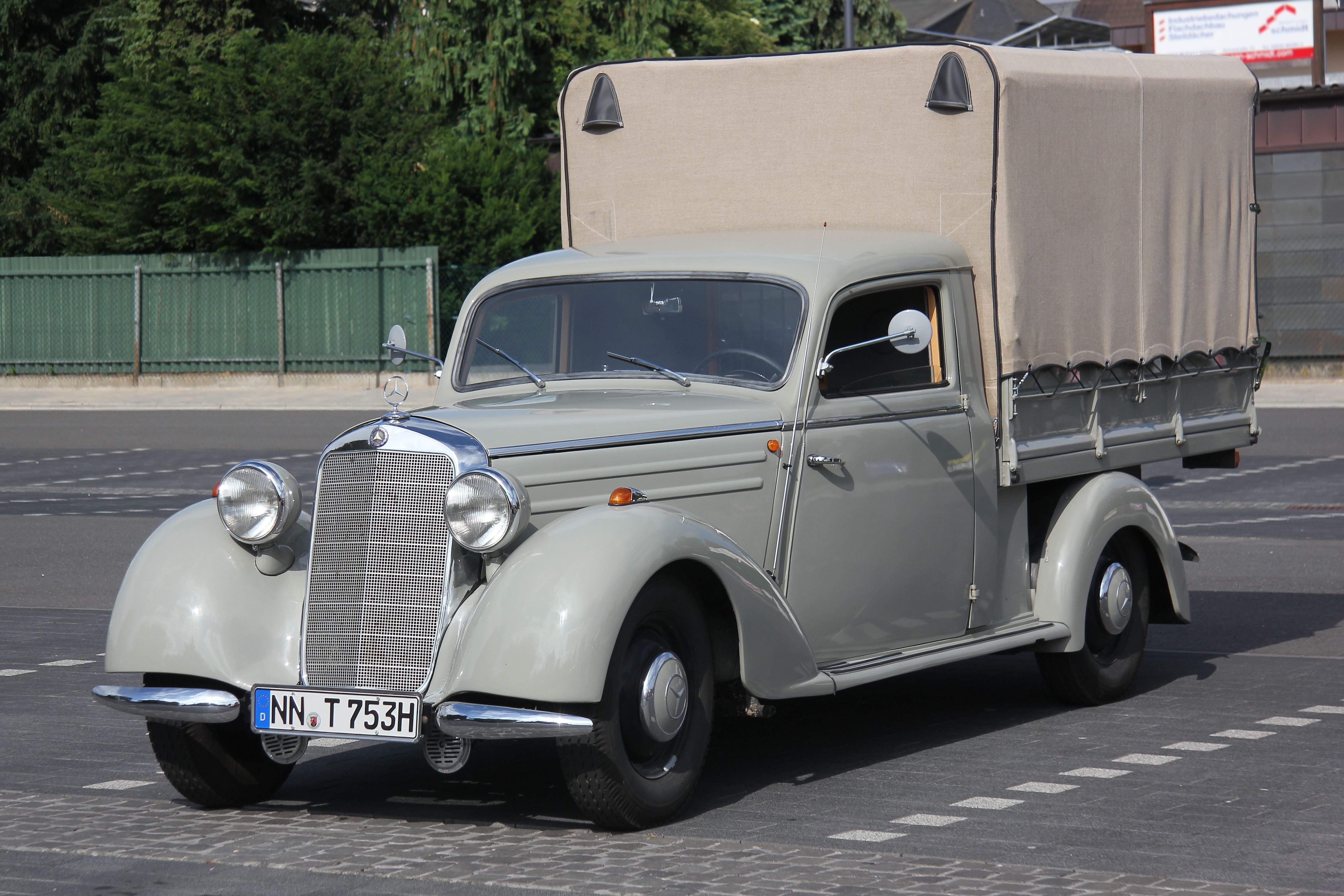
Mercedes-Benz 170 S von 1953, ein Pritschenwagen auf Pkw-Basis mit hoher Plane und Spriegeln

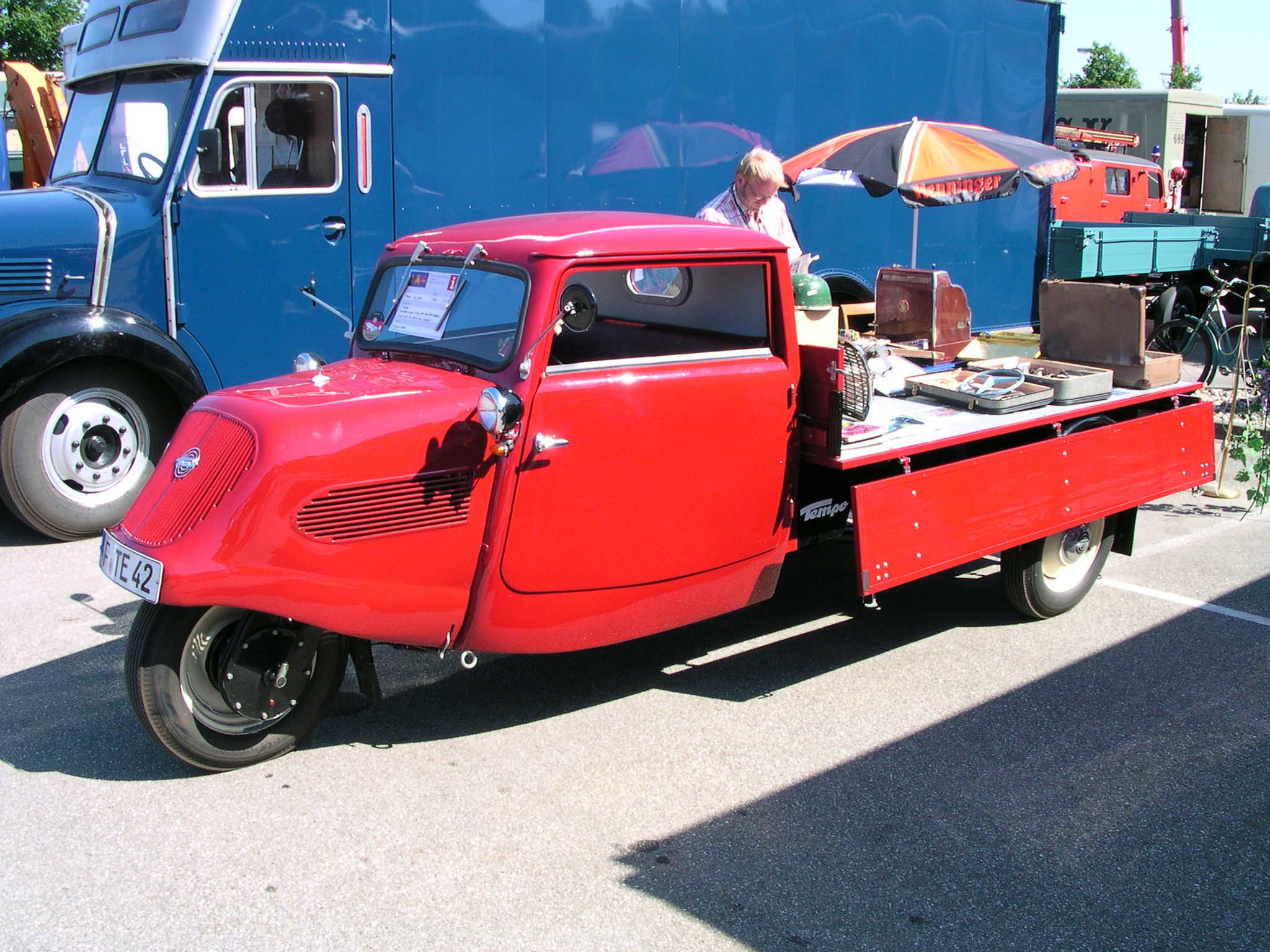
Tempo Hanseat, dreirädriger Kleintransporter mit typischem Pritschenaufbau und heruntergeklappten Seitenwänden

Der Pritschenwagen ist primär zum Transport des Fahrers sowie seiner eigenen oder der ihm anvertrauten Güter bestimmt. Insoweit unterscheidet sich diese Karosserie- und Aufbauvariante von den Nutzfahrzeugen zum Personentransport, insbesondere jeglicher Form von Bussen. Sie unterscheidet sich ferner von den speziellen Nutzfahrzeugen für Einsatzkräfte, namentlich Gerätekraftwagen sowie Krankentransport- und Rettungswagen, darüber hinaus auch von solchen Nutzfahrzeugen, bei denen spezielle Fähigkeiten im Vordergrund stehen, wie Zugmaschinen, Gabelstaplern und Traktoren.
Mit seiner grundsätzlich nach oben offenen Ladefläche unterscheidet sich der Pritschenwagen von Transportfahrzeugen mit fest überdachter Ladefläche wie dem Kastenwagen und dem Kofferaufbau. Auch fehlen dem Pritschenwagen besondere Vorrichtungen zum Transport spezieller Güter, wie sie Tankwagen, Fahrzeuge mit Isolier- oder Kühlaufbau oder zum Containertransport aufweisen.
Fahrzeuge, deren Pritsche zu einer, zwei oder drei Seiten geneigt werden kann, heißen als Sonderform des Pritschenwagens auch Kipper; ist die Ladefläche auf zwei oder drei Seiten fest umrandet und sind die Seitenwände relativ hoch, wird statt von Ladepritsche und Pritschenwagen eher von einer Lademulde und einem Muldenkipper gesprochen.
Eine vergleichsweise weit verbreitete Unterform des Pritschenwagens ist der aus dem anglo-amerikanischen Raum stammende „Pick-up“ mit rückwärtiger Ladefläche auf Basis eines Personenwagens (auch als Geländewagen oder SUV) oder eines leichten Lastkraftwagens. Im pazifischen Raum ist für solche Pritschenwagen auch der Begriff „Ute“ (kurz für Utility) gebräuchlich, im südlichen Afrika, vor allem in Namibia auch die Bezeichnung „Bakkie“.
Als spezielle Pkw-Aufbauform mit Pritsche, aber ergänzender Eignung zum Personentransport werden mitunter auch der „Jeep“ (hier nicht als Fahrzeugmarke gemeint) oder „Jeepney“ genannt (geländegängig, mit Allradantrieb, einfachem Aufbau mit offenem oder geschlossenem Führerhaus und „4–6 Sitzen hinten an beiden Seiten in Längsrichtung“), ferner das „Russische Taxi“ (ähnlich dem Pick-up, geschlossenes Führerhaus mit offener Pritsche hinten und „aufklappbaren Seitensitzen für 4–6 Personen an Pritschenlängswänden“). Ähnliche Aufbauten werden auf den Kapverden als „Aluguer“, in Thailand und Laos als „Songthaeo“ bezeichnet. Ferner gab es vor allem in den Anfängen des Automobils und vereinzelt noch später als spezielle Karosseriebauform das „Convertible Car“, im Deutschen teils als „Wechselaufbau“ bezeichnet und nicht zu verwechseln mit dem „Convertible (Top)“ im Sinne von „Cabriolet“: Bei ihm ließ sich vielfach die Ladepritsche durch klappbare, schwenkbare oder aufsetzbare Teile zu einem offenen oder geschlossenen Aufbau mit zusätzlichen Sitzgelegenheiten wandeln.
Pritschenwagen sind von jeher weit verbreitet, weil sie einfach, preiswert und vielseitig verwendbar sind.

## Die (Lade-)Pritsche

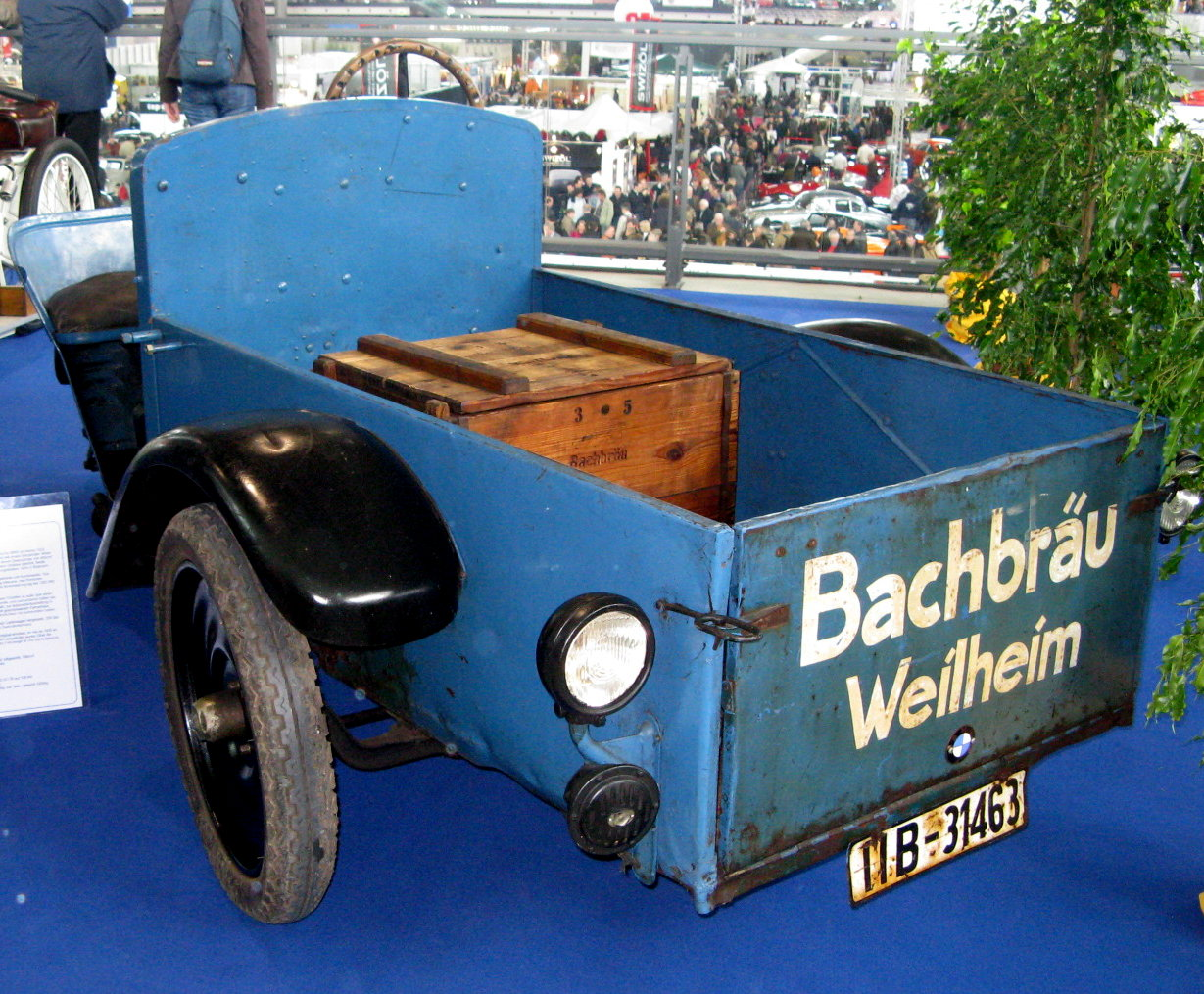
Ein BMW F 76 von 1933, ein heute unüblicher „Frontlader“, ein Pritschenwagen mit der Ladepritsche über der Vorderachse vor dem Fahrer

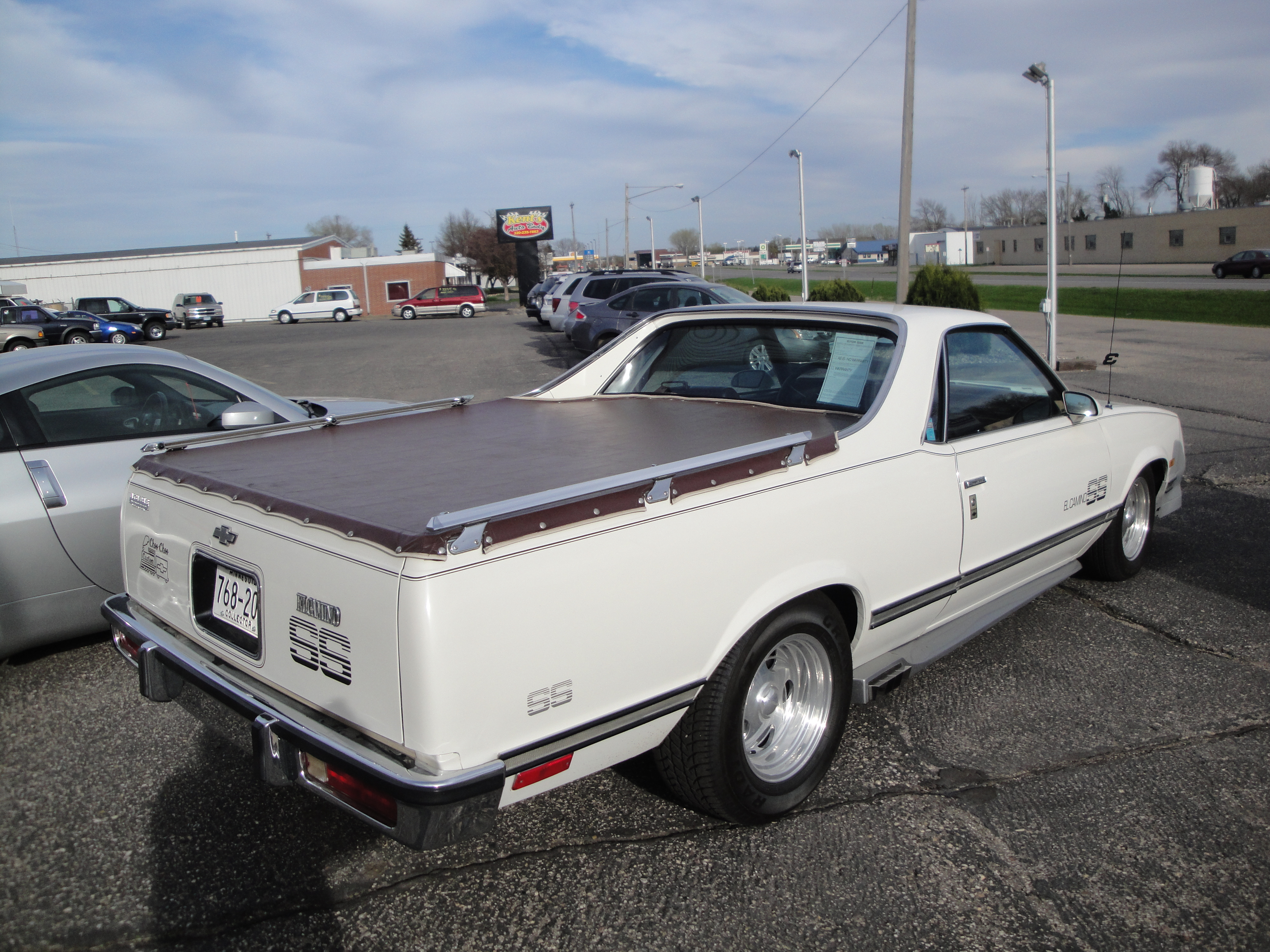
Ein Chevrolet El Camino SS, ein leistungsstarker US-amerikanischer Pick-up von 1986 mit elegant integrierten Seitenwänden: Vielfach überwiegt das Lifestyle-Statement den reinen Nutzwert

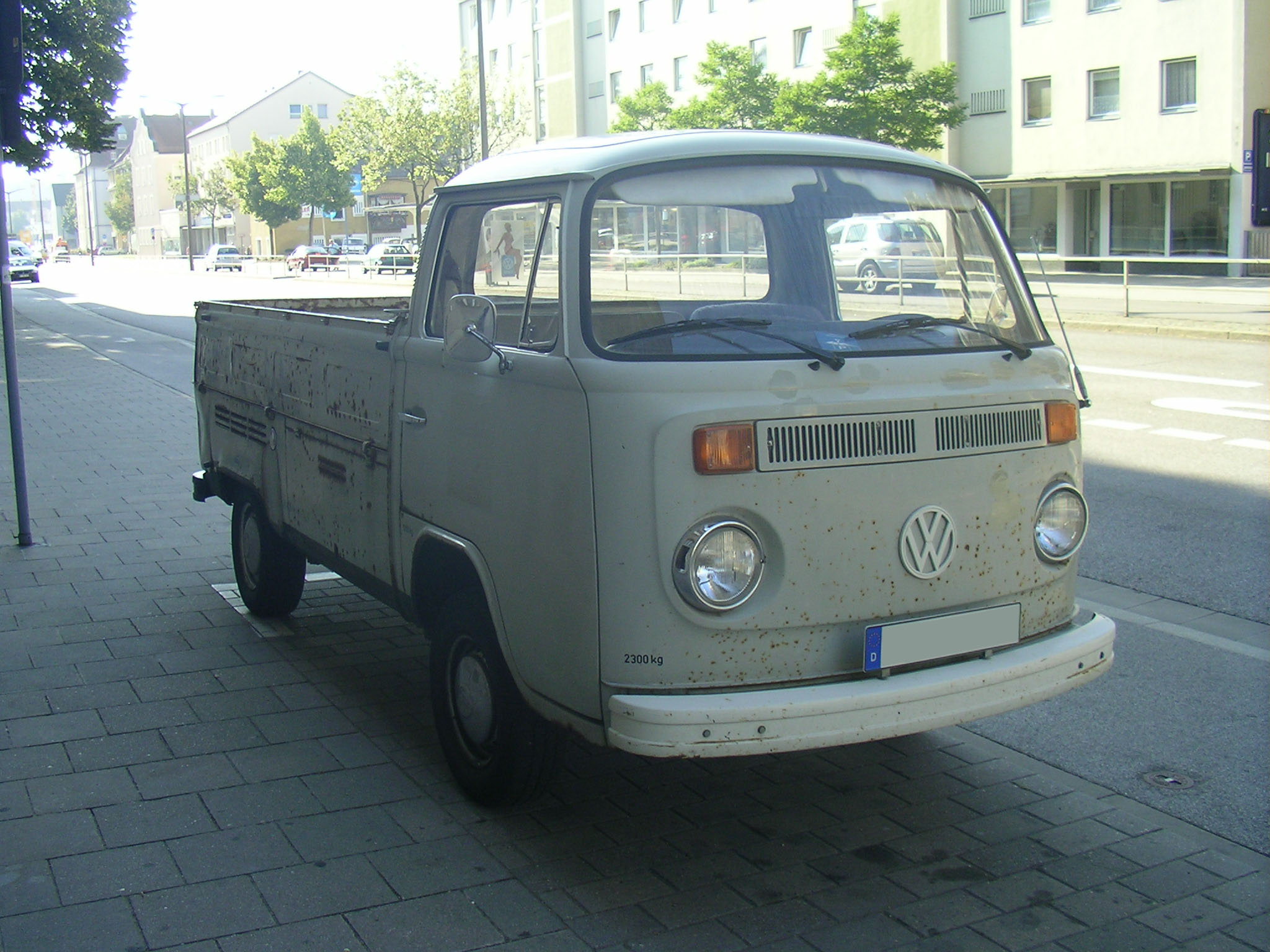
Einer der meistverkauften Pritschenwagen, der VW-Transporter T2 mit typischer „Hochpritsche“; der Heckmotor verhinderte bei den frühen Generationen eine „Tiefpritsche“, ermöglichte dafür den sog. „Tresor“, ein verschließbares Fach unterhalb der Pritsche zwischen den Achsen

Das charakteristische Element des Pritschenwagens ist die (Lade-)Pritsche. Sie befindet sich typischerweise am Fahrzeugheck, kann grundsätzlich aber auch über der Vorderachse liegen, bei den sogenannten „Vorderladern“. Zumeist befindet sich der Platz des Fahrers vor der Pritsche, um Sichtbehinderungen durch die Ladung zu verhindern, er kann grundsätzlich aber auch dahinter liegen. Ein typischer „Vorderlader“ ist der dreirädrige BMW F 76 aus den frühen 1930er-Jahren.
Eine alternative Bezeichnung für Pritsche, insbesondere in amtlichen Schriften, ist „offener Kasten“ (in Abgrenzung zum Kastenwagen mit geschlossenem Kasten).

### Der Boden
Die Pritsche besteht zumindest aus einem festen Bodenelement. Vor allem in den Anfängen des Automobils reichte dies in Anbetracht der niedrigen Geschwindigkeiten und je nach Transportgut bereits als Ladefläche aus; in amtlichen Schriften wird dieser minimalistische Aufbau bis heute als „Plattform“ bezeichnet. Der Boden kann eben oder in der Höhe gestuft sein.
Der ebene Pritschenboden kann vollständig oberhalb der Räder/Reifen liegen, eine sogenannte „Hochpritsche“: So kann die ganze Fläche ungehindert genutzt werden und wegen der Höhe ist das Be- und Entladen an Laderampen einfach. Diese Bauweise ist vor allem bei Lkw-basierten Pritschenwagen üblich sowie bei solchen auf Basis von Kleintransportern, aber auch allgemein bei Kraftfahrzeugen mit Heckmotor oder zwischen den Achsen eingebautem Triebwerk und bei Kleinfahrzeugen mit entsprechend kleinen Rädern. Der ebene Pritschenboden kann auch tiefer, zwischen den Rädern, direkt oberhalb der Achse beziehungsweise des Getriebes oder Differentials liegen, eine sogenannte „Tiefpritsche“. Dies erleichtert das Be- und Entladen vom Straßenniveau aus und senkt den Schwerpunkt, schränkt aber die Breite der Ladefläche zumindest im Bereich der Radhäuser ein. Diese Bauweise überwiegt seit Jahrzehnten bei Pkw-basierten Pritschenwagen. Bei speziellen Konstruktionen mit Einzelradaufhängung oder stark nach unten gekröpften Achsen ist sogar eine Lage der Pritsche unterhalb der Radmitten möglich. Sie können das Be- und Entladen weiter erleichtern und eignen sich für besonders große und/oder schwere Lasten, können jedoch zu Problemen wegen geringerer Bodenfreiheit oder beim Böschungswinkel führen. Für sie ist der speziellere Begriff „Tieflader“ gebräuchlich.
Ferner kann der Pritschenboden gestuft sein, meist mit einer Absenkung zwischen den Achsen, während ein Teil der Pritsche über der Achse und/oder im Bereich von Motor und Getriebe höher liegt. Dadurch wird zusätzlicher Stauraum gewonnen. Je nach Ladegut kann diese Stufe im Ladeboden die Ladungssicherung erschweren oder erleichtern. Gebräuchlich waren und sind solche Pritschen beispielsweise besonders zum Transport von Getränkekisten, Bierfässern oder Milchkannen, speziell bei den sogenannten Milk floats.
Auf dem Pritschenboden befinden sich mitunter je nach Material und Einsatzzweck zusätzliche Leisten, Schienen oder Sicken. Teils dienen sie dazu, das Transportgut leichter auf der Pritsche verschieben zu können, teils dessen Verrutschen während der Fahrt zu erschweren; teils sollen sie den Pritschenboden vor übermäßigem Verschleiß schützen, teils den Regen von der Pritsche ableiten beziehungsweise das Transportgut vor dem sich auf der Pritsche sammelnden Wasser schützen.
Bei Fahrzeugen mit separatem Fahrgestell kann die Pritsche direkt auf das Chassis montiert werden. Bei Ausgangsfahrzeugen hingegen, die eine selbsttragende Struktur aufweisen, wird häufig zumindest ein Hilfsrahmen eingezogen, um das Gewicht der Ladung gleichmäßig auf die Fläche zu verteilen. Je nach Konstruktion kann die Pritsche seitlich bündig mit dem Chassis beziehungsweise dem Führerhaus abschließen oder seitlich darüber hinausragen; unter Umständen sind dann zusätzliche Begrenzungsleuchten oder Rückstrahler erforderlich.

### Seitenwände und Rückwand

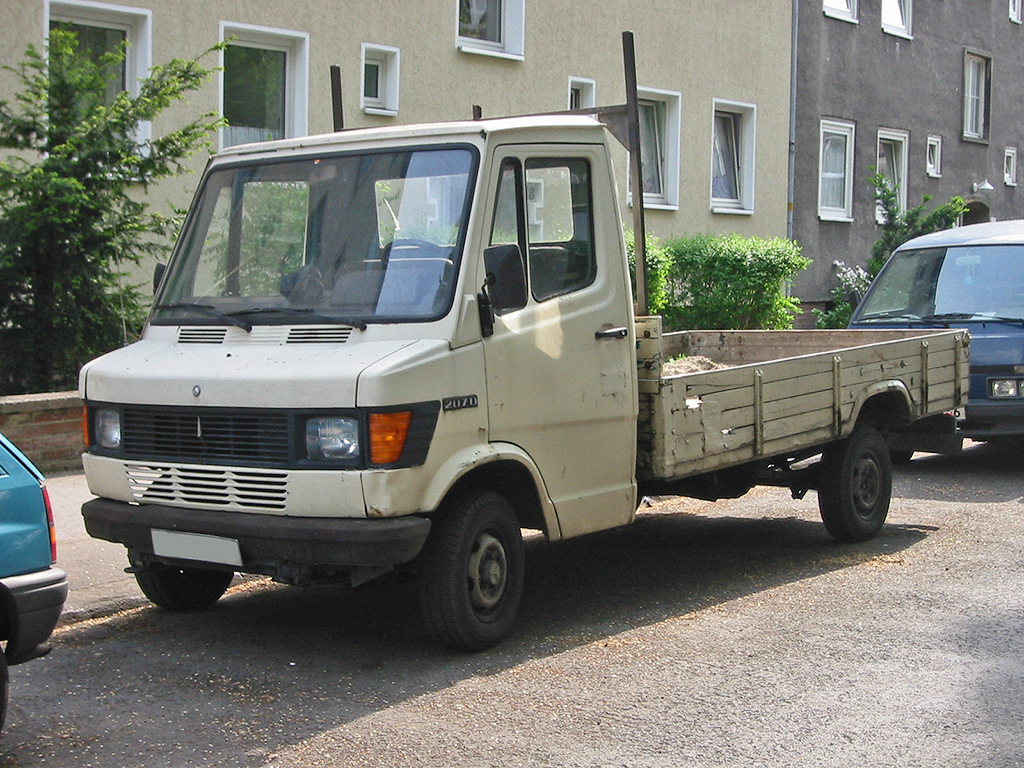
Pritschenwagen auf Basis eines Mercedes-Benz-Transporters, hier die Ausführung als „Tiefpritsche“ mit einer Ladefläche direkt oberhalb der Hinterachse und einengenden Radhäusern

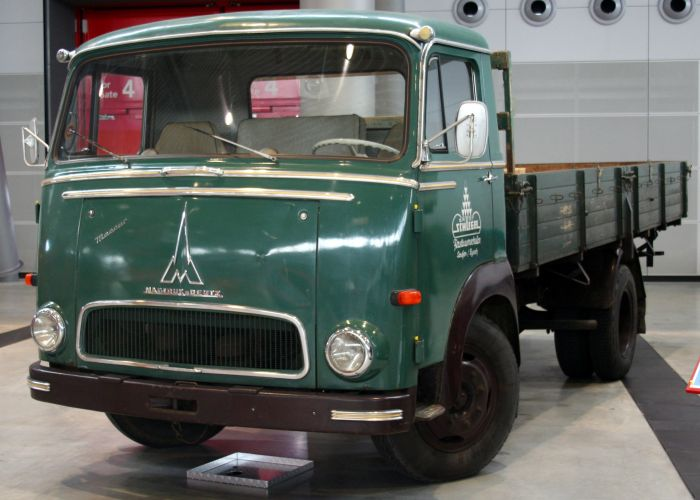
Ein Magirus-Deutz-Lkw als Pritschenwagen

Seit langem gebräuchlich ist eine Einfassung der Pritsche an den Außenseiten mittels Seitenwänden und Rückwand, den Bordwänden, auch „Bracken“ genannt. Sie dienen vor allem dazu, ein Verrutschen und Herabfallen der Ladung zu verhindern, wie es beim Anfahren und Abbremsen, bei der Kurvenfahrt sowie bei Steigungen und Gefällstrecken passieren kann. Für bestimmte Güter wie loses Schüttgut sind die Wände für einen effektiven Transport zwingend.
Gerade bei kleinsten, mitunter nur dreirädrigen Fahrzeugen finden sich häufig Pritschen, bei denen Seitenwände und die Rückwand vor allem aus Stabilitäts- und Gewichtsgründen starr ausgeführt sind. Unter den Pkw-basierten Pritschenwagen ist jedoch eine abklappbare Rückwand üblich. Sie erleichtert das Be- und Entladen, erlaubt, längere Ladung bei heruntergeklappter Rückwand (innerhalb gesetzlicher Grenzen) über das Fahrzeug überstehend zu transportieren und kann bei Arbeitspausen als Sitzgelegenheit dienen. Vor allem bei einfachen und frühen Pritschenwagen finden sich simple Konstruktionen, bei denen die Rückwand in seitlichen senkrechten Führungen steckt und einfach nach oben herausgenommen werden kann.
Die Seitenwände können starr, klappbar oder herausnehmbar gestaltet sein. Insbesondere bei den Pkw-basierten Pritschenwagen mit selbsttragender Karosserie finden sich starre Seitenwände, die an das Führerhaus anschließen und damit eleganter wirken als Varianten mit separat abgesetzten Pritschen, die für Fahrzeuge mit Leiterrahmen typisch sind.

### Das Material der Pritsche
Die Ladepritsche kann – je nach Größe und Einsatzzweck – aus Holz, Metall, auch Leichtmetall (vor allem Aluminium), aus Kunststoff oder einer Mischung verschiedener Materialien (Gemischtbauweise) bestehen. Wichtige Faktoren sind die Stabilität, die Beanspruchung, die Dauerhaltbarkeit, der Preis für das Material und seine Bearbeitung, das Gewicht, das Erscheinungsbild und je nach Zeit und Ort auch die Verfügbarkeit.

### Zubehör zur Pritsche
Häufiges Zubehör für Pritschenwagen ist eine Laderaumabdeckung. Gebräuchlich sind Planen in Form einer Persenning, die über die gesamte Ladefläche oder Teile davon gespannt werden können; sie werden mittels Seil und Ösen, über Druckknöpfe oder andere spezielle Verschlüsse an den Seitenwänden sowie der Trenn- und Rückwand befestigt. Sie schützen niedriges Transportgut vor der Witterung, verhindern bei losem Gut das Wegwehen während der Fahrt, dienen bei Pick-ups mitunter vorrangig der Optik. Bei Letzteren sind gelegentlich auch abnehmbare Laderaumabdeckungen aus festem Material (Holz, Metall, Kunststoff) zu finden. Je nach Ladung können einfache Netze als Schutz vor Ladungsdiebstahl oder dem Wegwehen dienen.
Zahlreich finden sich hohe Planenaufbauten, die über sogenannte Spriegel gestützt werden; diese Metallgestänge können grundsätzlich fest montiert sein, sind zumeist jedoch abnehmbar und erlauben zusammen mit einer Plane den witterungsgeschützen Transport großer, hoher Ladegüter. Insbesondere bei Pkw-basierten Pritschenwagen, vor allem auf Basis von Geländewagen und SUVs, ferner bei Kleintransportern sind auch aufsetzbare Hardtops aus Kunststoff oder Leichtmetall gebräuchlich, die in der Höhe oft bündig mit der Fahrerkabine abschließen oder sogar darüber hinausgehen. Hohe Planenaufbauten und Hardtops können sich wegen der vergrößerten Frontfläche nachteilig auf die Fahrleistungen und den Verbrauch sowie mit der vergrößerten Seitenfläche nachteilig auf das Fahrverhalten auswirken (Seitenwindempfindlichkeit).
Anderes Zubehör wie Ladeschienen oder -rampen für Pritschenwagen dient insbesondere der erleichterten Verladung von rollfähigen Arbeitsmaschinen wie Betonmischmaschinen oder Kleinfahrzeugen wie Rasenmäher, Quads/ATVs oder Motorrädern. Bei größeren Fahrzeugen finden sich mitunter Seilwinden oder Ladekräne. Letztere eignen sich besonders für den militärischen sowie den land- und forstwirtschaftlichen Einsatz. Insbesondere Ladekräne sind mitunter derart groß, schwer und aufwendig, dass die Lkw-Modelle eigene Typenbezeichnungen erhalten.
Weiteres Zubehör dient insbesondere der Ladungssicherung.

### Ladungssicherung
Pritschenaufbauten müssen mit Verankerungen für Zurrmittel zur Ladungssicherung ausgerüstet sein. Bis 3,5 t  Gesamtgewicht sind Verankerungen mit einer Zugkraft von mindestens 400 daN, bis 7,5 t von 800 daN vorgeschrieben. Schüttgüter müssen abgedeckt werden, wenn sie während der Fahrt herabfallen oder herabgeweht werden könnten.

## Platz für Fahrer und eventuelle Passagiere

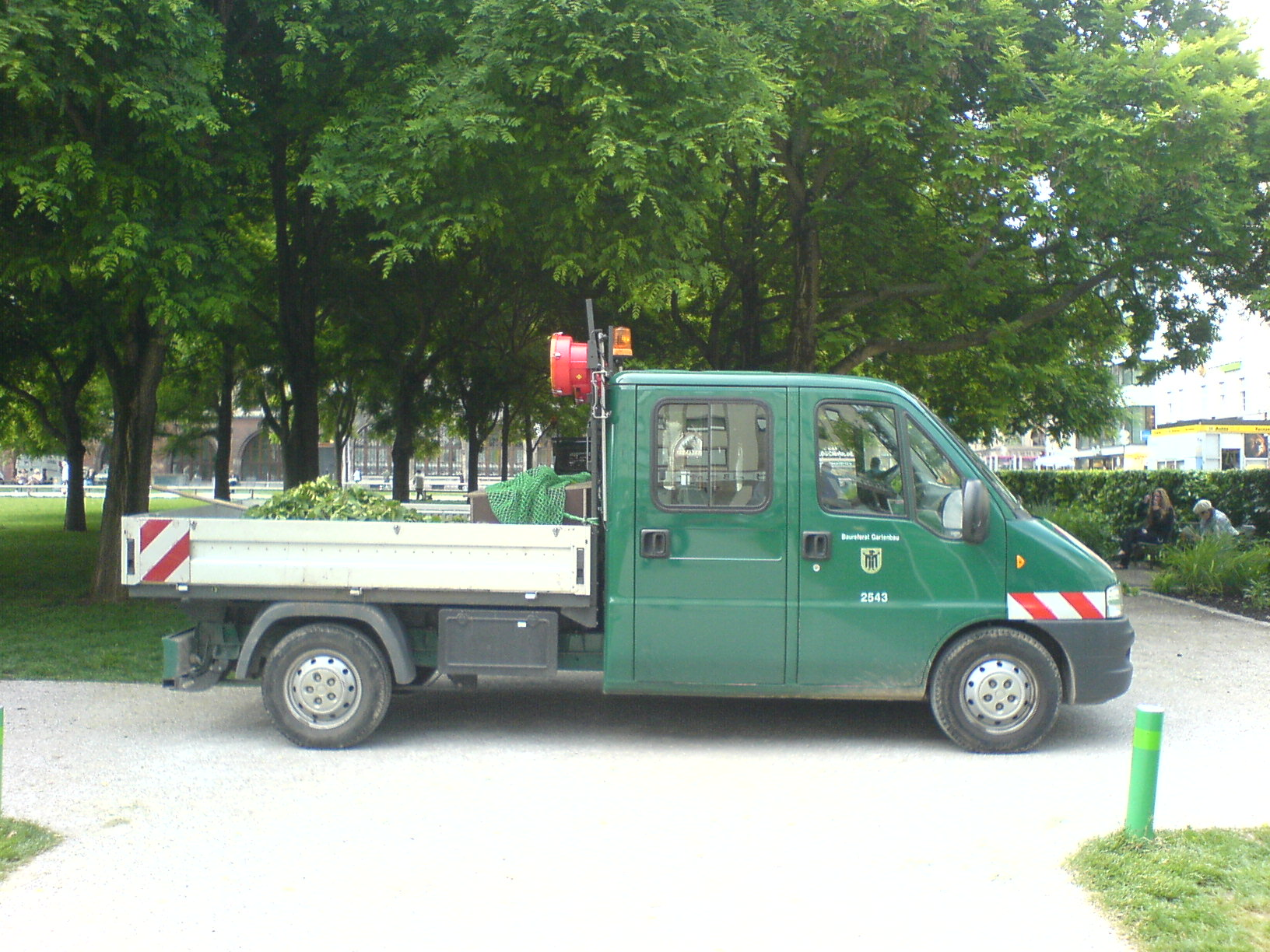
Ein Fiat-Ducato-Pritschenwagen mit Doppelkabine und zweiter Sitzreihe sowie zusätzlichen Türen

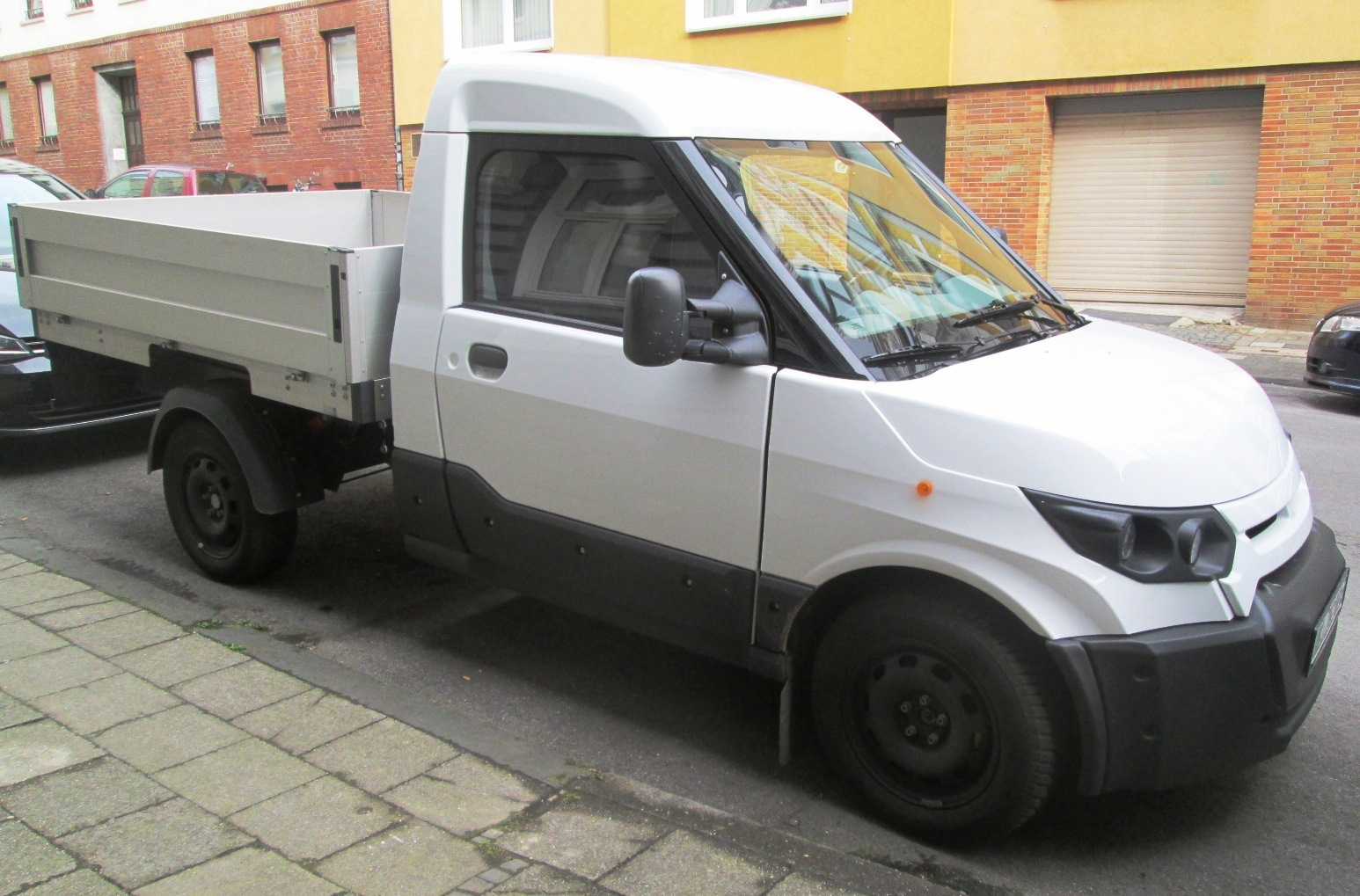
Elektrofahrzeug, Streetscooter als Pritschenwagen (2017)

Bei kleinsten, mitunter nur dreirädrigen Pritschenwagen, so für den Werksverkehr, steht zum Teil nur für den Fahrer ein Sitzplatz zur Verfügung, der völlig offen oder in einer Kabine mit oder ohne Tür sein kann. Moderne Pkw-basierte Pritschenwagen haben regelmäßig eine geschlossene, zweitürige Fahrerkabine mit vielfach nur einer Sitzreihe und zwei bis drei Sitzen, eine sogenannte Einzelkabine. In den Anfängen des Automobils waren auch offene Abteile üblich, teils auch später noch bei Pritschenwagen auf Geländewagenbasis, die ggf. bei Bedarf mit einer Plane, einem Stoffverdeck oder später einem abnehmbaren Hardtop abgedeckt werden konnten.
In den letzten Jahrzehnten mehren sich Pkw-basierte Pritschenwagen mit einer zweiten Sitzreihe und zwei Notsitzen oder zwei oder drei vollwertigen Sitzen, einer sogenannten Doppelkabine. Zum erleichterten Zugang zu diesen Sitzen können zusätzlich eine oder zwei vollwertige Türen oder sogenannte Halbtüren mit etwa halber Länge vorhanden sein, Letztere auch in Form von sogenannten Selbstmörder- oder – ohne Mittelsäule – mit Portaltüren.
Auch bei Pritschenwagen auf Basis von Kleintransportern oder Lkw-Chassis sind sowohl Einzel- als auch Doppelkabinen gebräuchlich. Vereinzelt gab und gibt es auch Dreifachkabinen mit einer dritten Sitzreihe, so beispielsweise beim Harburger Transporter; in diesem Fall werden die Vorteile des Pritschenwagens mit denen des Kleinbusses verbunden.
In Entwicklungsländern werden die Ladeflächen von Pritschenwagen häufig auch zum Transport einer größeren Zahl an Menschen genutzt: Auf der offenen Pritsche lassen sich auf vergleichsweise kleiner Fläche relativ viele Personen samt ihrem Gepäck transportieren.

## Vor- und Nachteile
Vorteile von Pritschenwagen gegenüber anderen Nutzfahrzeugvarianten sind ihr einfacher und preisgünstiger Aufbau und ihr breites Einsatzspektrum. Größte Nachteile sind der – ohne Plane oder sonstige Abdeckung – fehlende Witterungsschutz sowie der geringe Diebstahlschutz. Bei Pkw-basierten Pritschenwagen können sich durch eine steuerliche Einstufung als Lastkraftwagen finanzielle Vorteile gegenüber einem Pkw ergeben (Besteuerung nach Gewicht statt nach Hubraum). Andererseits können sich je nach Land auch Lkw-typische Einschränkungen ergeben wie Geschwindigkeitsbeschränkungen, Fahrverbote an bestimmten Tagen (insbesondere mit zusätzlichem Anhänger), Erfordernis eines bestimmten Führerscheins und anderes.

## Einstufung als Personenkraftwagen oder Lastkraftwagen
Gerade bei Pritschenwagen stellt sich in der Praxis häufig die Frage, ob sie als Personen- oder als Lastkraftwagen einzustufen sind. Die Frage hat zahlreiche praktische Auswirkungen, so auf die Fahrzeugversicherung, die Besteuerung, die Frage, welche Führerscheinklasse der Fahrer benötigt, die Anwendung von bestimmten Fahrverboten, dadurch mittelbar die Nutzungsmöglichkeit von Anhängern und anderes.
Relativ eindeutig ist die Situation in Europa für Pritschenwagen mit einem zulässigen Gesamtgewicht über 3,5 Tonnen, die regelmäßig als Lastkraftwagen eingestuft werden. Für leichtere Pritschenwagen haben sich je nach Land, Zeit und Regelungsgegenstand unterschiedliche Kriterien herausgebildet. Ein häufiger Streitpunkt in Deutschland war und ist insbesondere die Behandlung von größeren Pick-ups und Transportern mit Doppelkabine und Pritsche, ferner von kleineren Pkw-basierten Pritschenwagen allgemein. Für die Einstufung als Lastkraftwagen verlangt die deutsche Rechtsprechung inzwischen überwiegend, dass die Grundfläche der Pritsche größer sein muss als die Grundfläche des Innenraums, wobei als Innenraumlänge der Abstand vom Gaspedal zur Rückwand zugrunde gelegt wird. Einzelne, vor allem ältere Entscheidungen verlangten zudem, dass die Nutzlast in einem bestimmten prozentualen Mindestverhältnis zum zulässigen Gesamtgewicht steht. Als überholt können Entscheidungen angesehen werden, die auf den Schwerpunkt der individuellen Nutzung durch den Halter abstellten.

## Vergleichbare Transportkonzepte
Bei schienengebundenen Wagen werden vergleichbare Transportkonzepte üblicherweise als Flachwagen bezeichnet, eine Unterart der Güterwagen. Sonstige antriebslose Landfahrzeuge mit vergleichbarem Konzept werden als Pritschenanhänger bezeichnet; ruht ein Teil des Gewichts auf dem Zugfahrzeug, wird von einem Pritschenauflieger gesprochen, einer Unterart des Sattelaufliegers.